# Монгольские народы

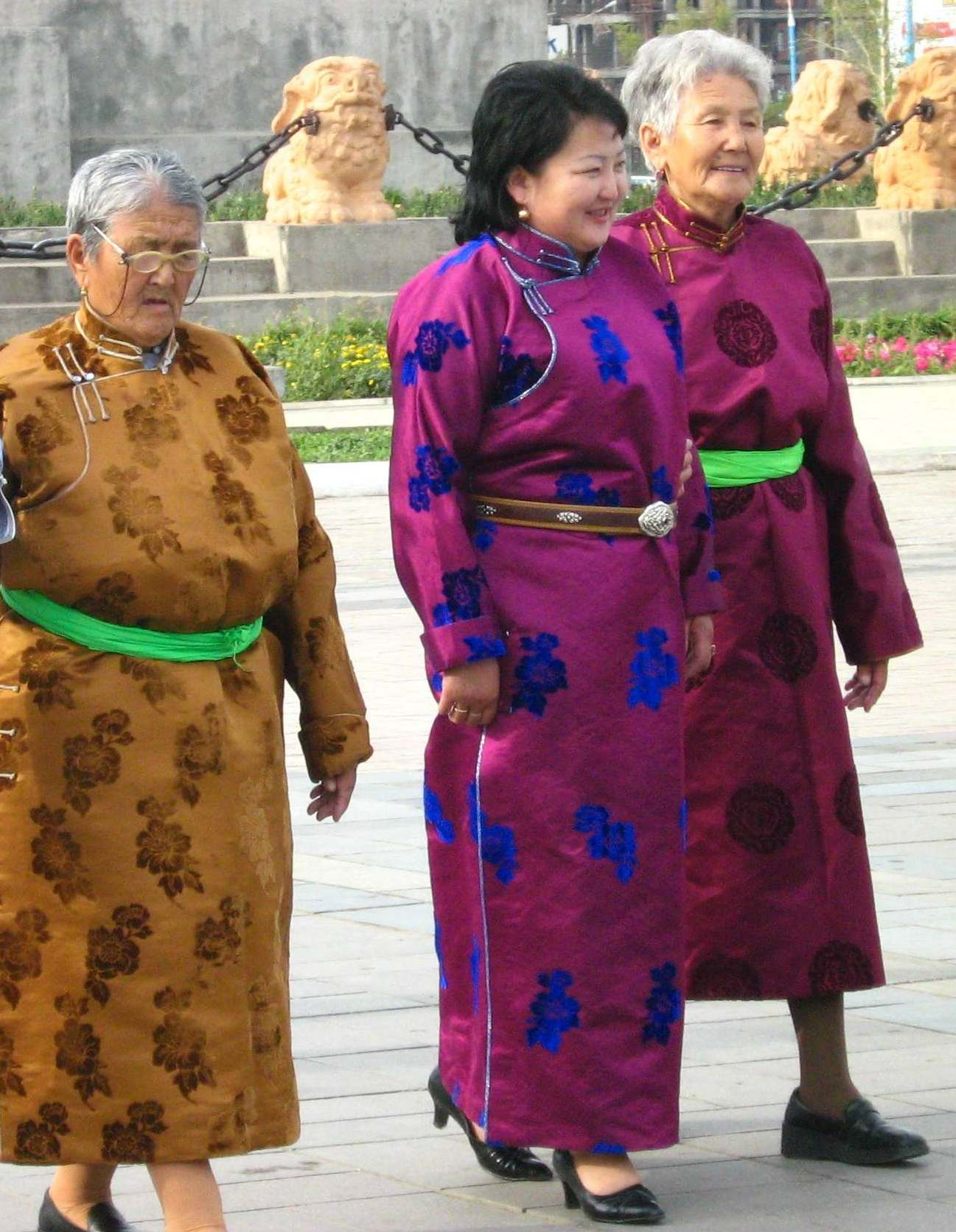
Монгольские женщины в национальных костюмах. Улан-Батор, 2007 год

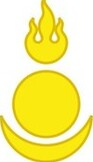
Соёмбо — один из символов монгольских народов

Монго́льские наро́ды, или монго́лы — группа родственных народов, говорящих на монгольских языках и тесно связанных общей многовековой историей, культурой, традициями и обычаями.
Населяют север КНР, Монголию и регионы России — республики Бурятию и Калмыкию, а также Усть-Ордынский Бурятский округ (Иркутская область) и Агинский Бурятский округ (Забайкальский край).
На 2010 год к монгольским народам относили себя около 10 миллионов человек. Из них 3 млн — в Монголии, 4 млн — в автономном районе Внутренняя Монголия, до 3 млн — в Ляонине, Ганьсу, Синьцзян-Уйгурском автономном районе и других регионах Китая.

## Название
Ряд исследователей (Н. Ц. Мункуев), отмечает, что этноним «монгол» впервые встречается в китайских источниках «Цзю Тан шу» («Старая история династии Тан», составлена в 945 году) в форме мэн-у ши-вэй — «монголы-шивэйцы», и в «Синь Тан шу» («Новая история [династии] Тан», составлена в 1045—1060 годах) в форме мэн-ва бу — «племя мэн-ва». В различных киданьских и китайских источниках XII века для этих племён также использовались названия мэнг-ку, мэнгули, мангуцзы, мэнгу го:238.

«[…] в XII веке аристократический род Хабул-хана носил имя Борджигин и принял название «монгол» после того, как подчинил себе и объединил несколько соседних родов и племён, образовав в 1130 году, таким образом, единое политическое целое, один род-улус; этому-то улусу и было дано имя «монгол» в память славного имени какого-то древнего и могучего народа или рода […]»
— русский монголовед Б. Я. Владимирцов
Возможно, название мангутского рода (монг. мангуд) было древним звучанием названия «монголы».
Д. Банзаров этноним «монгол» связывал с историческими географическими названиями: рекой Мон и горой Мона. Согласно Хасдоржу, люди, обитавшие в близлежащих местах горы Мон в Ордосе, обрели название «мон». К нему прибавилось слово «-гол», в результате чего возникло название «монгол». Гол является монгольским словом, означающим «центральный, основной». Также выдвигалась версия, согласно которой название «монгол» возникло путём соединения монгольских слов мөнх («вечный») и гал («огонь»).
Монгольский учёный Ж. Баясах предполагает, что название «монгол» появилось в результате видоизменения монгольского слова мөнгө («серебро»). О связи понятий монгол и мөнгө («серебро») говорится в китайских текстах «Хэй-да ши-люэ» 1237 года. В этих текстах говорится о том, что население Великой Монголии называло своё государство «Великой серебряной династией».
Как отмечает Б. Р. Зориктуев, из множества толкований термина «монгол» выделяется версия о его происхождении от тунгусо-маньчжурского слова мангму / манггу / мангга, означающего «сильный, упругий, тугой». Согласно Л. Билэгту, название «монгол» — это тунгусо-маньчжурская калька монгольского слова киян. Как известно из «Сборника летописей», по-монгольски киян значит «большой поток, текущий с гор в низину, бурный, быстрый и сильный; стремительно несущийся поток». Б. Р. Зориктуев, в свою очередь, считает, что киян — это монгольская калька тунгусского названия правого притока Аргуни р. Мангу (Цзилюхэ). Он пишет, что монгольское население на месте впадения р. Мангу (Цзилюхэ) в Аргунь тунгусы называли мангол, что означало «люди, живущие на стремительной, бурной реке Мангу». Именно в этой местности во времена табгачской династии Тан, согласно Б. Р. Зориктуеву, располагался Эргунэ-кун — легендарная прародина монголов, место проживания древних монгольских родов киян и нукуз.
Аюудайн Очир, развивая эту теорию, заключил, что этническое название «монгол» произошло от слова mangγu, образованного присоединением тунгусо-маньчжурского корня ман (мам ü манг), означающего «жёсткий, трудный и большой», со словом му (mü) — «вода». При этом изначально слово это было mangγu, а позже стало mаngγul или monγu/ol. Выявленные в китайских источниках названия mengguzi (蒙古子,萌骨子), mengguosi (蒙国斯), menggusi (蒙古斯, 萌古斯) являются формой присоединения аффикса множественного числа тунгусо-маньчжурского языка se к названию manggu или monggu/o. В результате образовалась форма mangguse или mongguse.

## Монгольские народы

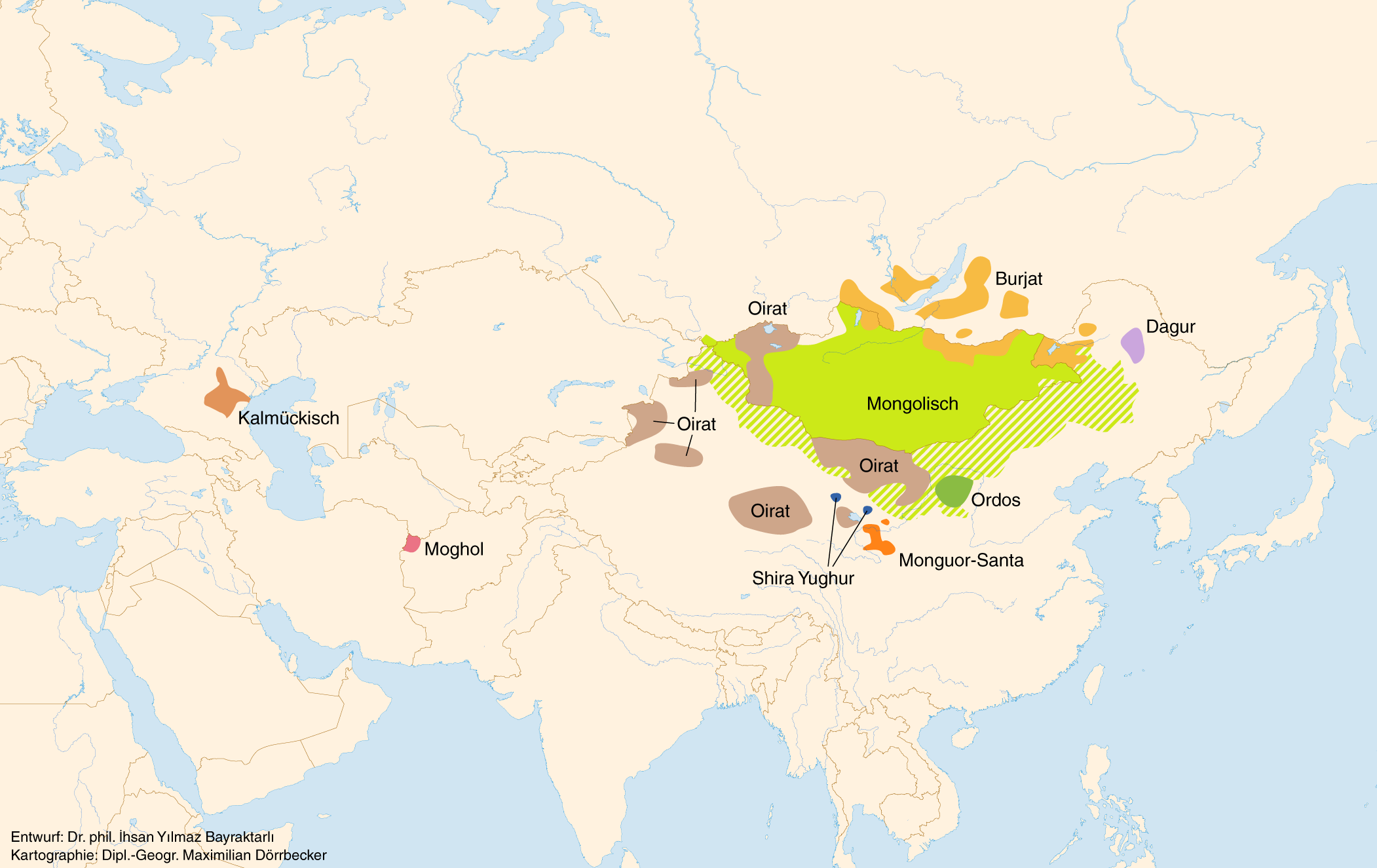
Карта распространения монгольских языков

Основу современных монгольских народов составляют потомки племён, вошедших в XIII в. в состав Монгольской империи. Коренные монголы, вошедшие в состав Монгольской империи, подразделялись на ветви нирун и дарлекин. Нирун-монголы включали в свой состав следующие племена: адаркин, артакан, арулат, баарин, барлас, борджигин, бугунут, будаат, бэлгунут, бэсут, гэнигэс, джадаран, джоуреид, джуркин, дуглат, дурбэн, килингут (вкл. килингут-тархан), кингият, кият, кунджин, мангут, нир-хойин, ноёхон, оронар, салджиут, сиджиут, сукан, суканут, сунит, тайджиут, уджиэт, урут, хабтурхас, хатагин, хонхотан, чаншиут, чонос, ясар и др. Группу дарлекин-монголов составляли такие племена как арулат, баят, бугунут, бэлгунут, горлос, джалаир, икирес, илдуркин, килингут (вкл. килингут-тархан), кингит (гэнигэс), кунджин, кунклиут, нохос, олхонут, сулдус, урянхай, уряут (оронар), ушин, харанут, хонгират, хонхотан, элджигин и др. В состав империи Чингисхана вошли не только коренные монголы, но и все остальные монголоязычные племена региона: баргут, бекрин, булагачин, джунгуркин, каракитаи, кереит, курлаут, кэм-кэмджиут, куштеми, кэрэмучин, меркит, найман, ойрат, онгут, сакаит, тангут (потомки средневековых тангутов), татар, теленгут, тулас, уймакут, урасут, хойин-иргэн, хойин-урянка, хори-тумат (хори и тумат) и др.
Потомки вышеперечисленных племён широко представлены в составе монгольских народов на территории Монголии, Внутренней Монголии, Бурятии, Калмыкии, а также на остальных территориях традиционного проживания монгольских народов. В этническом формировании монголов на разных исторических этапах также участвовали индо-иранские, енисейские, палеоазиатские, тунгусо-маньчжурские, тюркские, самодийские, сино-тибетские и другие этносы.

### Восточные монголы

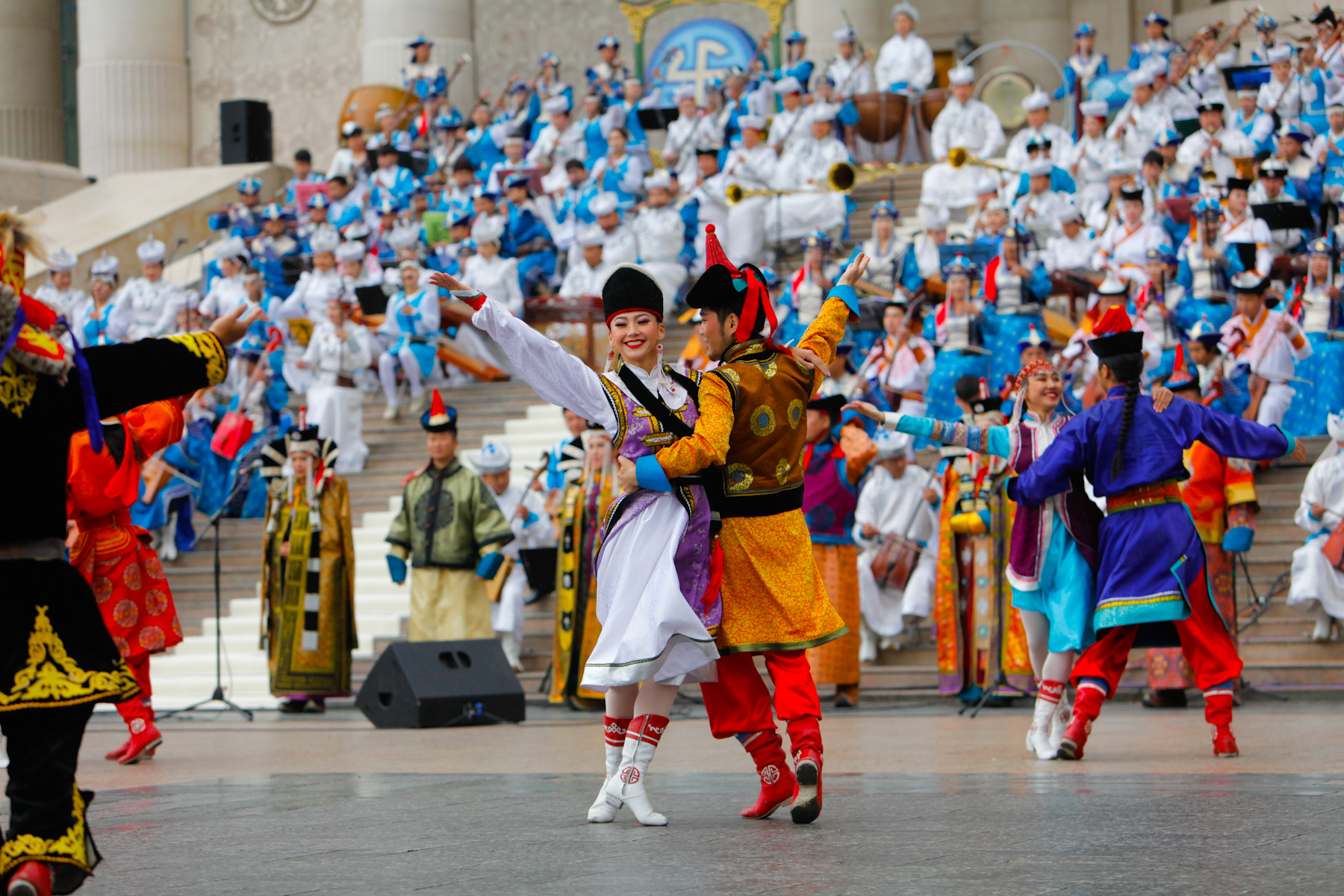
Выступление монгольского ансамбля на площади Сухэ-Батора, Улан-Батор

Восточные монголы включают в себя следующие этносы: халха-монголы, дариганга, дархаты, сартулы, хотогойты, хубсугульские урянхайцы, элджигины.
А. Очир в своих трудах земли, населённые халха-монголами и родственными им народами, именует Восточной Монголией в противовес Западной Монголии, населённой ойратами. Первоначальным ядром формирования современных халхов были роды, входившие в XIV—XVI вв. в состав семи северных отоков Халхи. Данные отоки были во владении сына Даян-хана — Гэрэсэндзэ. Родовой состав семи северных отоков Халхи выглядел следующим образом: 1) джалаиры, олхонуты (унэгэд); 2) бэсуты, элджигины; 3) горлосы, керегуты; 4) хурээ, хороо, цоохор; 5) хухуйд, хатагины; 6) тангуты, сартулы; 7) урянхайцы. Владетельные князья-дзасаки халхаских хошунов происходили из рода борджигин. Этими семью отоками в дальнейшем правили соответственно семь сыновей Гэрэсэндзэ: Ашихай, Нойантай, Нухунуху, Амин, Дарай, Далдан и Саму. Во владении Ашихая наряду с уделом джалаир упоминается удел ушин.
Основа этнической группы дариганга сложилась с конца XVII по начало XVIII вв. из халхаского, чахарского и отчасти ойратского компонентов. Дариганга выделяются своими обычаями, особенностями речи, одежды, игр и известным по всей Монголии специфическим ремеслом по серебру. Их обычаи имеют смешанный характер и содержат в себе как халхаские, так и южномонгольские типы. Проживают преимущественно в аймаке Сухэ-Батор.
Дархаты, сартулы, хотогойты, хубсугульские урянхайцы и элджигины традиционно проживают на территории северных и северо-западных аймаков Монголии. Дархаты являются потомками дарханов — людей, освобождённых за заслуги перед государством от каких-либо повинностей и имевших особые права и привилегии. Дарханами также называли потомков мастеров кузнечного дела. Хубсугульские дархаты были освобождены от государственной повинности как шабинары больших хутукт. Проживающие по соседству с дархатами хубсугульские урянхайцы сложились в результате этнического взаимодействия монгольских родов (в том числе элджигинов) с цаатанами.
При разделении собственности между семью сыновьями Гэрэсэндзэ элджигины отошли ко второму сыну Ноёнтаю, сартулы отошли к шестому сыну Далдану. Элджигины представляют собой потомков одноимённого древнего дарлекин-монгольского племени. Этноним сартулов, по одной версии, связан с термином сарт. Согласно второй версии, данное название происходит от Сарта уула — букв. Лунная гора.
Хотогойты появились в результате объединения западных халхов с частью ойратов, которые были расселены на одной территории в течение определённого времени. Хотогойты составляли население государства Алтан-хана. Хотогойтский говор является смешанным, возникшим в результате слияния халхаского и ойратского говоров. Исследователи также отмечали схожесть национальной одежды хотогойтов с ойратскими.
В настоящее время выходцы из Монголии образовали крупные диаспоры в США (монгольские американцы), Китае (монголы в Китае), Южной Корее (монгольская диаспора в Южной Корее), Чехии (монголы в Чехии) и других странах.

### Северные монголы

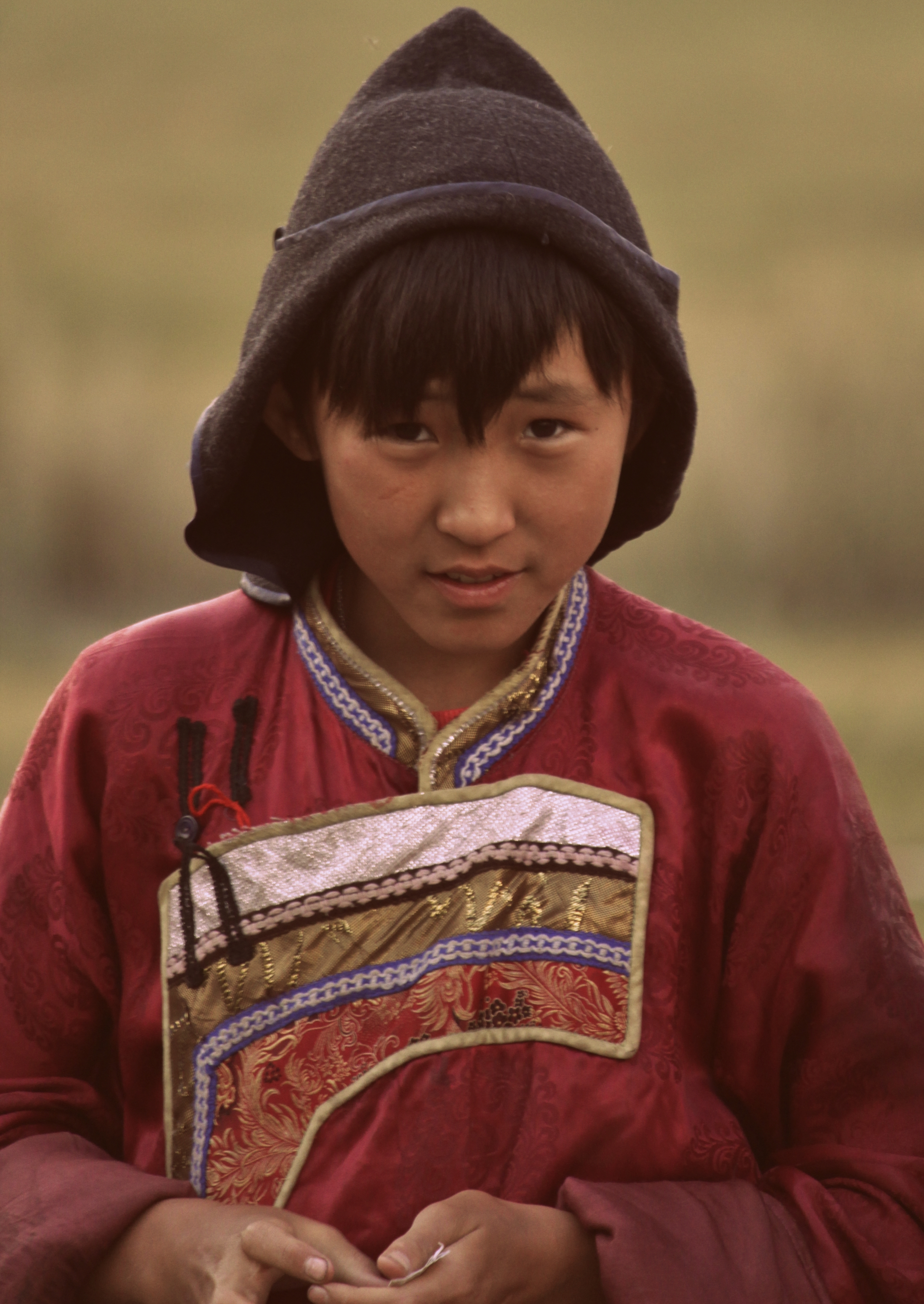
Бурятский мальчик

Группу северных монголов образуют различные этнические группы бурят: андагай, атаганы, ашибагаты, баргуты (старые баргуты и новые баргуты), булагаты, долонгуты, икинаты, сартулы, сойоты (вкл. иркиты, онхоты, хаасуты), сонголы, сэгэнуты, табангуты, узоны, хамниганы, харануты, хариады, хатагины, хонгодоры, хори-буряты, эхириты; кроме этого выделяются этнотерриториальные группы бурят: нижнеудинские, нижнеокинские, балаганские (унгинские), аларские, китойские, идинские, кудинские, верхоленские, ольхонские, тункинские, закаменские, окинские, баргузинские, кударинские, селенгинские, хоринские, агинские и шэнэхэнские буряты.
Буряты являются потомками племён, расселённых во времена Монгольской империи на территории исторической области Баргуджин-Токум. Население данной области было известно под именем хойин-иргэн (ойн иргэн). Самыми крупными этническими группами являются булагаты, эхириты, хори и хонгодоры. Формирование многих родоплеменных групп бурят напрямую связано с древними баргутами.
Имена эхирит и булагат неразлучны в устных преданиях бурят. В народных легендах родоначальники этих родов представляются братьями-близнецами. Булагатов принято отождествлять со средневековыми булагачинами. Родственные им эхириты представляют собой потомков племени икирес. С эхиритами (с эхиритским родом хэрмэшин) отождествляются также средневековые кэрэмучины. Этническое формирование эхиритов и булагатов кроме этого тесно связано с древним монгольским родом чонос (шоно), который в настоящее время представляет собой один из крупнейших эхиритских родов. Б. Р. Зориктуев полагает, что фактором монголоязычия прибайкальского региона послужило прибытие на эти земли древнего монгольского племени буртэ-чино.
Харануты традиционно относятся к булагатам. Родоначальник бурятских харанутов — Харанут, согласно устным преданиям, является потомком Булагата, общего предка булагатских родов. Согласно «Сборнику летописей», харануты — дарлекин-монгольский род, имеющий родственные связи с хонгиратами, икиресами, олхонутами, хонхлутами, горлосами и элджигинами.
Большинство исследователей этногенеза хори-бурят считает, что они произошли от средневековых хори-туматов. После завоевания хори-туматских земель значительная часть населения по указу Чингисхана была переведена за Гоби. Хори-буряты, ранее проживавшие в Монголии, около 1613 г. вернулись в Забайкалье под началом Дай-хун-тайджи, сына солонгутского Бубэй-бэйлэ, и его супруги Бальжин-хатун.
Хонгодоры, субэтнос бурят, по мнению историков, являются потомками средневековых хонгиратов. Долонгуты восходят к средневековому племени теленгут. История ашибагатов связана с такими родовыми группами как авга и авганар, которые ранее входили в число племён, бывших в подчинении потомков Бельгутея, брата Чингисхана. Часть ашибагатов, переселившаяся в Монголию, ныне известна под именем хариад. Западно-бурятские племена сэгэнутов и икинатов имеют ойратское происхождение. Сойоты (иркиты, онхоты, хаасуты) сформировались в результате этнического взаимодействия потомков древних саянских самодийцев с хонгодорами и другими монголоязычными группами. Хамниганы имеют древнемонгольское киданьское происхождение. В их этногенезе участвовали дауры, буряты, эвенки, а также ряд родов, переселившихся с территории Монголии.
Родоплеменные группы андагай, атаган, сартул, сонгол, табангут, узон, хатагин преимущественно представлены в составе селенгинских бурят, этногенез которых происходил во взаимодействии с халха-монгольскими родами. При этом многие селенгинские роды тесно связаны именно с бурятским этногоническим узлом и представляют собой коренное население Бурятии. Андагай, выходцы из Монголии, восходили к древнему племени горлос. Сонголы переселились на территорию Бурятии в конце XVII в. под предводительством чингизида Окин-тайши, потомка Даян-хана. Табангуты родственны монгольскому роду тавнан (тавнангууд). Узоны (уджиэты) и хатагины входят в число племён, произошедших от потомков Алан-гоа. Атаганы и сартулы, по одной из версий, переселились с территории Монголии. Хотя в отношении обеих родоплеменных групп имеется точка зрения, что они являются коренными жителями территории Бурятии.
Потомки смешанных браков бурят с русскими известны как гураны и карымы. В исторических документах и описаниях XVII—XVIII веков буряты именовались как браты или братские люди.

### Западные монголы

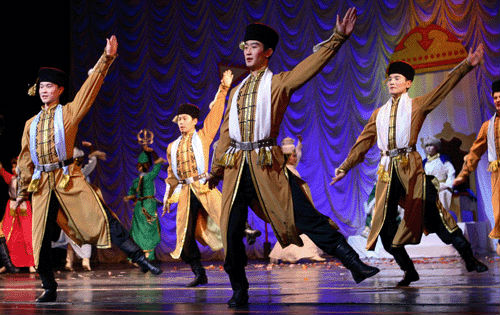
Выступление калмыцкого ансамбля

Западные монголы, также именуемые ойратами (джунгарами), включают в себя следующие этносы: калмыки (вкл. бузавы, сарт-калмыки), алтайские урянхайцы, баатуды, баяты, дербеты, дээд-монголы (верхние монголы), захчины, мянгаты (мингаты), олёты, согво-ариги, теленгуты, торгуты (вкл. заамуты, цаатаны, эркетены), хойты, хотоны, хошуты, цааста-монголы (снеговые монголы), цохуры, чантуу, чоросы.
После падения Юаньской империи ойраты основали собственное ханство Дурбэн-Ойрат. Существует три основные версии определения понятия «Дурбэн-Ойрат»: 1) четыре союзных племени; 2) союз дурбэнов и ойратов; 3) четыре ойратских тумэна (военные и административные единицы).
Из «Сокровенного сказания монголов» известно, что сыновья Дува-Сохора основали племя дурбэн. В летописи ордосского князя Саган Сэцэна «Эрденин Тобчи» кратко изложено происхождение древних ойратов от 4 сыновей Дува-Сохора — Доноя, Докшина, Эмнека и Эркэга, ставших родоначальниками 4 родов древних ойратов — олётов, батутов, хойтов и кэргудов. При этом ряд авторов не поддерживает идею происхождения древних ойратов от Дува-Сохора. В число исторических предков ойратов, по Г. О. Авляеву, следует включить не только собственно ойратские племена (олётов, батутов, хойтов и кэргудов), но и остатки древних племён из группы цзубу — кереитов, меркитов и найманов, ставших этническим субстратом для торгутов и хошутов.
Дербеты, по одной из версий, происходят от племени дурбэн, основанного сыновьями Дува-Сохора. А. Очир происхождение аристократического рода чорос возводил к старшему сыну Дува-Сохора — Доною. Баатуды и торгуты, по А. Очиру, являются потомками кешиктенов, личной гвардии великих монгольских ханов. Хошуты входили в число племён, бывших в подчинении потомков Хасара, брата Чингисхана. По мнению Д. Г. Кукеева, хошуты являются потомками уджигитов. Дээд-монголы и цааста-монголы — потомки поданных Гуши-хана, правителя Хошутского ханства. Хошутское происхождение также имеют проживающие в Цинхае согво-ариги.
В. П. Санчиров, рассматривая этимологию термина олёт, отмечает, что племенное объединение олётов сформировалось в XV в. под властью выходцев из аристократического рода чорос. В XVII в. олёты, согласно В. П. Санчирову, разделились на джунгаров и дербетов. Потомками джунгаров и носителями старинного этнонима являются калмыцкие зюнгары, бурятские зунгары, монгольские жонгоор. Один из хошунов Внутренней Монголии носит имя Джунгар-Ци.
На смену союза дурбэн-ойратов в дальнейшем пришло Джунгарское ханство, в котором правящим был аристократический род Чорос. Ушедшие на запад калмыки основали Калмыцкое ханство. В этническом формировании калмыков участвовали торгуты (вкл. эркетены), дербеты, хошуты, хойты, баатуды, чоросы, цохуры, теленгуты и другие родоплеменные группы. Бузавы сформировались за время пребывания калмыков в составе Российского государства. Эркетены были особой социальной прослойкой в калмыцком обществе, наделённой рядом привилегий и льгот. Сарт-калмыки являются представителями ойратского племени олёт. Теленгуты представляют собой немногочисленный род в составе дербетов и торгутов.
Алтайские урянхайцы представляют собой одну из ветвей древнего племени урянхайцев, потомки которых вошли не только в состав ойратов, но и в состав халха-монголов, бурят и других монгольских народов. Урянхайцы наряду с баятами входили в дарлекинскую общность средневековых коренных монголов.
Захчины — потомки людей, нёсших караульную службу на восточной и юго-восточной границе Джунгарского ханства. Мянгаты — потомки средневековых мянганов (мянгатов) — племени, образованного вначале как военная единица во времена Чингисхана. Хотоны и чантуу в составе ойратов — потомки омонголившихся тюркских родоплеменных групп.

### Южные монголы

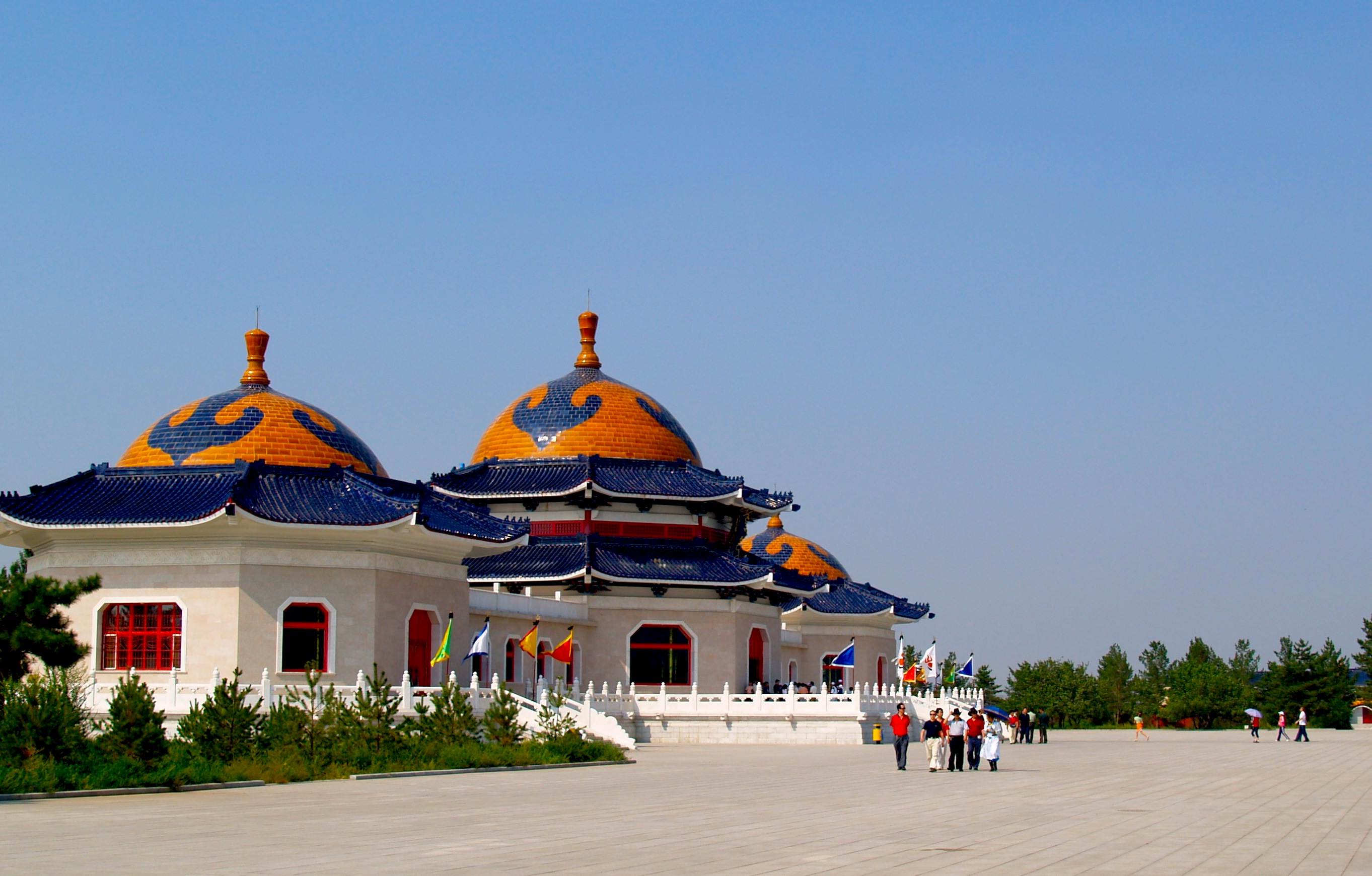
Мавзолей Чингисхана в Эджэн-Хоро-Ци, Ордос

Группу южных монголов (увэр-монголов) образуют этносы, преимущественно проживающие на территории Внутренней Монголии: авга, авганары, аоханы, асуты, арухорчины, баарины, горлосы, далаты, дарханы, джалайты, джаруты, дурбэн-хухэты, дурбэты, их-мянганы, монголжины, му-мянганы, найманы, оннигуты, ордосцы, суниты, тумэты, узумчины, ураты, ушины, хангины, харачины, хонгираты, хонхотаны, хорчины, хучиты, хэшигтэны, чахары.
Монголия в конце XVI в. представляла собой раздробленное на мелкие княжества и уделы государство, номинально управляемое династией чингисидов, официально именуемой Северная Юань. В этот период Монголия была разделена на два крыла, по три тумэна в каждом. Западное крыло — Ордос, Юншээбу, Тумэт — управлялось Джинон-нойоном. Восточное — Чахар, Халха, Урянхай — управлялось Великим ханом.
Вторая половина XVI в. для Южной Монголии характеризуется как постоянная борьба за власть и зоны влияния. Наиболее сильными и влиятельными были представители аймаков Тумэта и Чахара, прежде всего Алтан-хан Тумэтский (1548—1582), основатель города Хух-Хото, в зону влияния которого попали аймаки к западу от Тумэта, а также Алашань и Куку-Нор, населённые ойратами. Второй фигурой, оказавшей значительное влияние на историю южных монголов во второй половине XVI в., является Тумэн-Дзасагту-хан Чахарский (1557—1592), объединивший вокруг себя восточные аймаки и Куку-Нор.
Период окончательной победы Абахая над чахарами (1636 г.) и включения южных монголов в состав маньчжурского государства имеет особенно важное значение в истории монголов, так как именно с этим периодом связано появление такого термина, как Внутренняя Монголия и соответствующего ему административного образования, противопоставленного Внешней Монголии.
Во Внутренней Монголии было учреждено 7 сеймов (чуулганов): Чжирим, состоявший из горлосов, хорчинов, джалайтов, дурбэтов; Чахар (чахары); Шилингол (узумчины, суниты, хучиты, абга, абаганары); Уланцаб (тумэты, ураты, муу минганы, халха и дурбэн хуухэд); Ехэ-зуу (ордосцы, хангины, далаты и др.), Зуу-удэ (баарины, джаруты, арухорчины, найманы, хишигтэны, аохан, оннигуты, халха); Джосуту (харчины, тумэты и халха). Кроме них в состав южных монголов также вошли потомки таких родов, как арулат, асут, баргут, баят, дархан, их-мянган, бугунут, бэлгунут, монголжин, тавнан, уджиэт, урут, урянхай, ушин, хонгират, хонхотан, юншиэбу и др.

### Другие монгольские народы

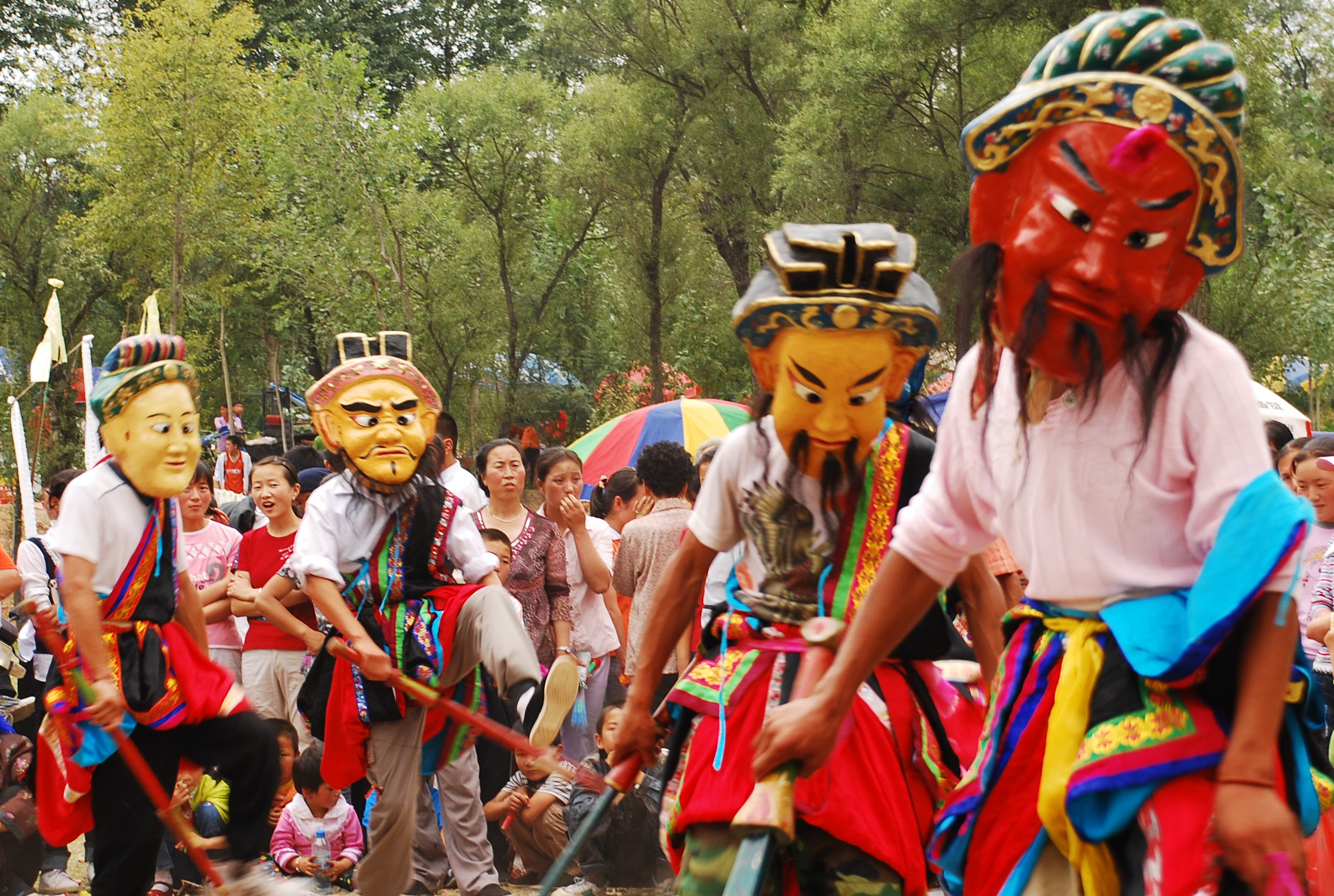
Монгорский фестиваль Надун

Кроме вышеперечисленных народов, в самой Монголии проживают монголоязычные цаатаны, а среди монголов КНР также выделяют следующие этносы: баоань, дауры (вкл. гогули), дунсяне, канцзя, монгоры (ту), сычуаньские монголы, шира-югуры. Монголы согво-ариги, проживающие в китайской провинции Цинхай, говорят на тибетском языке. Юньнаньские монголы кацо (каджуо) говорят на языке тибето-бирманской группы.
Дауры совместно с подгруппой гогули (говол) ранее проживали в пределах исторического региона Даурия. В XVII в. после столкновений с русскими казаками переселились на территорию Маньчжурии. Являются потомками киданей и этногенетически родственны хамниганам. Цаатаны сформировались в результате этнического взаимодействия древних саянских самодийцев с тюркскими и монгольскими родоплеменными группами.
Баоань в конце XIII — начале XIV вв. начали передвижение в провинцию Цинхай, где поселились, установив тесный контакт с монгорами. Во второй половине XIX в. большая часть баоань переселилась в Ганьсу. Дунсян в Ганьсу, согласно одному из преданий, привёл Чингисхан для охраны западных границ его владений. В других источниках их считают потомками части армии Чингисхана, разгромившей в 1226 г. тангутское государство Си Ся. Древнейшие предки монгоров — группы сяньби (тогоны), мигрировавшие из Маньчжурии на юго-запад в район оз. Кукунор в начале IV в. во главе с Туюйхунем, создавшим государство, названное по его имени Туюйхунь (Тогон). По преданию монгоров, нынешние их посёлки были образованы как воинские поселения, охраняющие границы империи Юань от нападений со стороны воинственных тибетцев. По культуре и языку баоань и дунсянам близок немногочисленный этнос канцзя.
Шира-югуры в этногенетическом плане связаны с древними уйгурами и монголами туюйхунь. Проживающие в Цинхае согво-ариги во времена империи Цин использовались для контроля над землями тибетцев. Считается, что они откололись от хошутов, ныне проживающих на территории Хайси-Монголо-Тибетского автономного округа. Сычуаньские монголы и кацо, проживающие в южном Китае, переселились в данный регион во времена Хубилая. Их переселение обусловлено монгольским завоеванием империи Сун и государства Дали.
Монгольский язык до сих пор сохранился у моголов и части афшаров Афганистана. Моголы, проживающие на территории Индийского субконтинента, говорят на урду, хинди, бенгальском и ассамском языках. На территории Средней Азии термин могол в позднем средневековье использовался в разных контекстах, в частности означал отюреченных кочевников монголов. А в XIX веке моголы на территории Узбекистана говорили на чагатайском тюркском языке и кипчакском диалекте узбекского языка.

### Старинные монгольские роды
Основу монгольских народов составляет большое количество старинных родов, потомки нирунов и дарлекинов: борджигин, бэсут, чонос, олхонут, урианхай, хатагин, джалаир, харанут, тайджиут и др., а также такие роды, как бурут, зайсан, керегут, тавнан, тангут, хороо, хурээ, хухэнут, цоохор, юншиэбу и др., многие из которых сформировались уже после становления Монгольской империи.
Зайсаны — потомки служилых людей, занимавших должность зайсана при дворе Великих ханов. Тавнаны — потомки аристократического рода, изначально образованного в качестве отборной военной единицы во времена Чингисхана. Первоначальное ядро тавнан составляли пять племён: уруты, мангуты, джалаиры, хонгираты и икиресы. Юншиэбу — потомки служилых людей, ведавших вопросами обслуживания двора Великих ханов со времён монгольской империи Юань. Вышеперечисленные роды имели высокий статус и причислялись к аристократическим родам.
Роды хороо, хурээ, хухуйд (хухэнуд), хэрэгуд (керегут), цоохор входили в состав семи северных отоков Халхи, составивших первоначальное ядро современных халха-монголов, и находились во владении сына Даян-хана — Гэрэсэндзэ. При разделении собственности между семью сыновьями Гэрэсэндзэ хэрэгуд отошли к третьему сыну Нухунуху, роды хурээ, хороо и цоохор отошли к четвёртому сыну Аминдуралу, род хухуйд отошёл пятому сыну Дараю. Хороо представляли собой обслуживающий персонал, который занимался различными обязанностями в ставках и дворцах монгольских нойонов. Хухуйд являются потомками хранителей синего знамени Чингисхана. Тангуты в составе монголов — потомки одноимённых средневековых тангутов. Буруты, по А. Очиру, являются потомками енисейских кыргызов. Согласно другой версии, они — потомки монголов, рассеявших кыргызов.

### Этносы монгольского происхождения

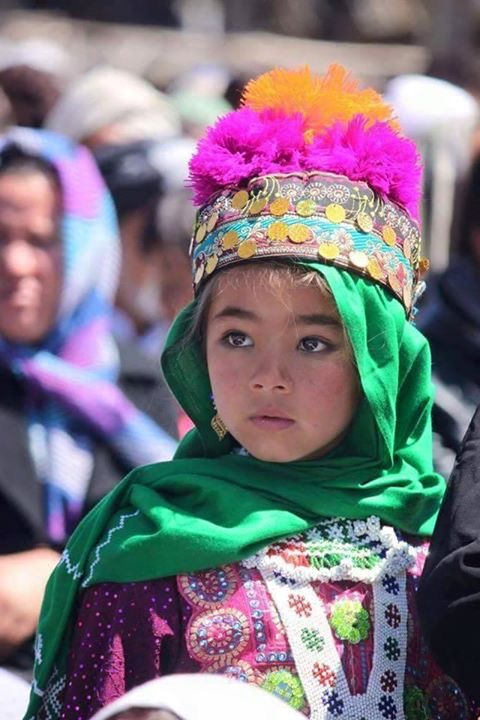
Хазарейская девочка

Моголы, хазарейцы, чараймаки (вкл. джемшиды, фирузкухи, таймани, теймури, аймак-хазара) в Афганистане имеют монгольское происхождение, однако в настоящее время за исключением моголов являются ираноязычными народами. Моголы, проживающие на территории Индийского субконтинента, говорят на урду, хинди, бенгальском и ассамском языках.
Немалая часть тюркских этносов и родов имеет монгольское происхождение: алшын (вкл. алимулы (каракесек, карасакал, кете, торткара, шекты (вкл. жакаим), шомекей), байулы (адай, алаша, алтын, байбакты, берш, есентемир, жаппас, кызылкурт, маскар, таз, тана, шеркеш, ысык)), байлар, басмыл, баргы, барын, баяндыр (вкл. берендеи), баят, бугу, гирей, долан, дуван, дуваней,  дулат (вкл. сикым, шымыр), дурмен, елан, жалайыр, калмак, калмаки, катаган (вкл. катаганы, шанышкылы), катай, кереи (вкл. абак, балта), кереит, кият, конырат (вкл. оразкелди), кошсы, крымские барыны, кунграт, кыпсак, кытаи, локай, майман, мангыт, минг (вкл. мин (кубоу, суби), минги), монолдор, мурзалар, найман (вкл. ергенекты (вкл. баганалы, бура, каратай)), сальют, сунак, табын (вкл. ирэкте, кесе, кубаляк, табын (племя)), табын (род), тама, тамьян, тангаур, толенгит, торе, тургак, уак, уйсун (вкл. албан, ошакты, сиргели, суан, шапрашты, ысты), унгут, унлар, уран, чагатаи, черик и др.
Многие этнические группы такие, как айле, дашти-кипчакские узбеки, дубо (вкл. тофалары, тубалары, тувинцы, тувинцы-тоджинцы), казахи (вкл. карагаши), кальтатаи, киргизы (вкл. кайрылманы, монгол-киргизы (калмак-киргизы), памирские киргизы, тёлёсы, фуюйские киргизы), кураминцы, кыпчаки, кырки, лобнорцы, мусабазари, нагайбаки, ногаи (вкл. большие ногаи, малые ногаи (кубанские татары)), огузы, сибирские татары, хакасы (вкл. качинцы, сагайцы, хыргысы), чаты, юзы, якуты (вкл. хоро) сложились в результате сложного этнического взаимодействия тюркских и монгольских племён.
Кроме этого ряд исследователей высказывал предположения, согласно которым к монголам также восходили такие этносы, как аргын (вкл. атыгай, канжыгалы, каракесек, куандык (вкл. алтай-карпык), суйиндык (вкл. айдабол, каржас), таракты, тобыкты, шегендык (вкл. каксал)), гаогюй, гуен, динлин, кайтак, каракалпак, кушан, ногай (вкл. акногайцы, буджакские татары, карагаши, костромские татары, крымские ногаи, кубанцы, кундровцы, румынские татары, тюмены, утары, юртовцы), ногай-казах (вкл. уйсын-ногай), ойхор (уйгур), осман (оттоман), савир, сельджук (сельджукид), сеяньто, таз, теле, теленгит, телеу, телеут, тёлёс, тилеу, тюрк, усунь, хионит, хягас (кыргыз), эфталит, юэчжи и др.

### Династии и роды монгольского происхождения
Ряд азиатских и европейских династий и аристократических родов ведёт своё происхождение от борджигинов и некоторых других монгольских родов.
Калмыцкие княжеские роды: Дондуковы, Дондуковы-Корсаковы, Тундутовы, Тюменевы.
Торе и Гиреи являются Чингизидами (потомками Чингисхана). При этом торе представляют собой один из основных компонентов в составе аксуйеков. К Чингизидам также относятся Арабшахиды, Аргуны, Аштарханиды, Джучиды, Туглуктимуриды, Тукатимуриды,  Хулагуиды, Чагатаиды, Шейбаниды, Шибаниды. К барласам восходят Тимуриды и Бабуриды, к джалаирам — Джалаириды, к сулдусам — Чобаниды, к хонгиратам — Суфиды.
От Джучидов своё происхождение ведут такие роды, как Чингисы, Кучумовичи, Аничковы, а также некоторые другие дворянские и княжеские роды. Джучидами были Татарские царевичи, выехавшие на службу в Русское государство, а также потомки Ахмат-хана, известные в литературе как Ахматовы дети. Основываясь на сведениях из Нусрат-наме, некоторые исследователи возводят к Джучи происхождение Каринских арских князей (Деветьяровы, Касимовы, Яушевы и др.). По другой версии, они являются потомками мангытов. От мангытов своё происхождение ведут такие княжеские роды, как Байтерековы, Кутумовы, Урусовы, Шейдяковы, Юсуповы, Кантемиры, Кекуатовы, а также мурзы Сюндюковы.
По одной из версий, династия Тайбугинов ведёт происхождение от потомков джучида Тохтамыша. Родоначальник династии Тайбуга, как полагает Ч. Ч. Валиханов, был потомком кереитского Ван-хана. Согласно другим версиям, Тайбугины были потомками мангытов, салджиутов, конгратов или буркутов (беркутов).
Княжеский род Гантимуровых восходит к даурам и хамниганам. Вероятно, Гантимуровы являются потомками одной из младших ветвей киданьского императорского рода Елюй. От Гантимура своё происхождение ведёт также род Катанаевых.
Из рода катай (потомков каракитаев) происходит часть носителей фамилии Катаев. От гиреев (потомков кереитов) ведёт происхождение род Мутиных.

## История

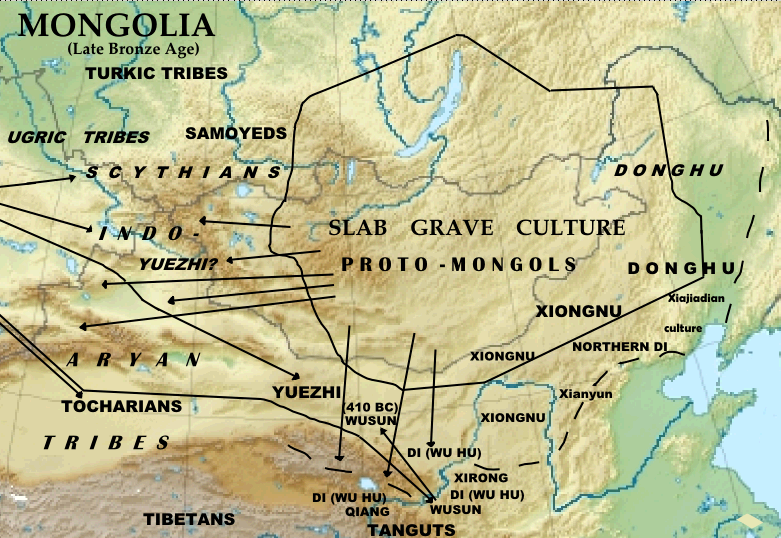
Распространение культуры плиточных могил

Протомонгольские племена, проживавшие в Центральной Азии во II—I тысячелетиях до н. э., создали так называемую культуру плиточных могил. В 209 году до н. э. царь Модэ основал государство Хунну (209 год до н. э. — II век н. э.) на Монгольском плато. Монгольские учёные относят Хунну к протомонголам. Согласно ряду исследователей, плиточники, хунну, дунху, жун, бэйди, ашина, тугю представляли собой одну монгольскую этническую общность.
Л. Н. Гумилёв пишет о переселении предков хуннов с южной окраины Гоби на северную в X веке до н. э. Предками хунну считаются племена, входившие в общность сюньюй, чуньвэй (шуньвэй), гуйфан, сяньюнь, жун, шань-жун, цюань-жун (цюаньи, хуньи), бэйди (вкл. байди, чиди).
Сыма Цянь, автор «Ши цзи», самую раннюю историю таких племён, как сюньюй, шань-жун, сяньюнь связывал с периодом правления «Пяти Древних Императоров». Эти племена, по «Ши цзи», существовали уже до времён государей Тхан (Тан Яо) и Юй (Юй Шунь), то есть не позднее XXIV в. до н. э. Н. Я. Бичурин, в свою очередь, считал, что история монгольских народов началась не позднее XXV в. до н. э. В дальнейшем, согласно сообщению Сыма Цяня, в XVIII веке до н. э. принц павшего царства Ся по имени Шунь-вэй и его подданные ушли в северные степи, встретились там с племенами сюньюй и со временем смешались с ними, приняв кочевой образ жизни.
По мнению Сыма Чжэня, племена, которые в эпоху правления Тана (Тан Яо) и Юя (Юй Шунь) назывались шаньжун или сюньюй; в эпоху Ся стали именоваться чуньвэй (шуньвэй), в эпоху Шан-Инь — гуйфан, в эпоху Чжоу — яньюн (сяньюнь), а к эпохе Хань стали известны под общим именем сюнну (хунну). Жунов и ди (бэйди) шанцы и чжоусцы называли общим именем жунди, а также гуйфан, хуньи, цюаньи, цюаньжун, сюньюй, сяньюн, шань-жун. После периода Чжаньго их также называли ху и сюнну (хунну). Научное обоснование отождествления вышеперечисленных племён дано в трудах Ван Го-вэя. Согласно Н. Я. Бичурину, хуньюй, хяньюнь и хунну — три разные названия одному и тому же народу, известному ныне под названием монголов.
Как предполагает Мэн Вэнь-тун, первые правители наследственного владения Цинь, возникшего в X—IX веках до н. э., были выходцами из племени цюаньжунов. Известно, что частью бэйди, именуемыми байди (белыми ди), в V в. до н. э. было создано царство Чжуншань, просуществовавшее до начала III в. до н. э.

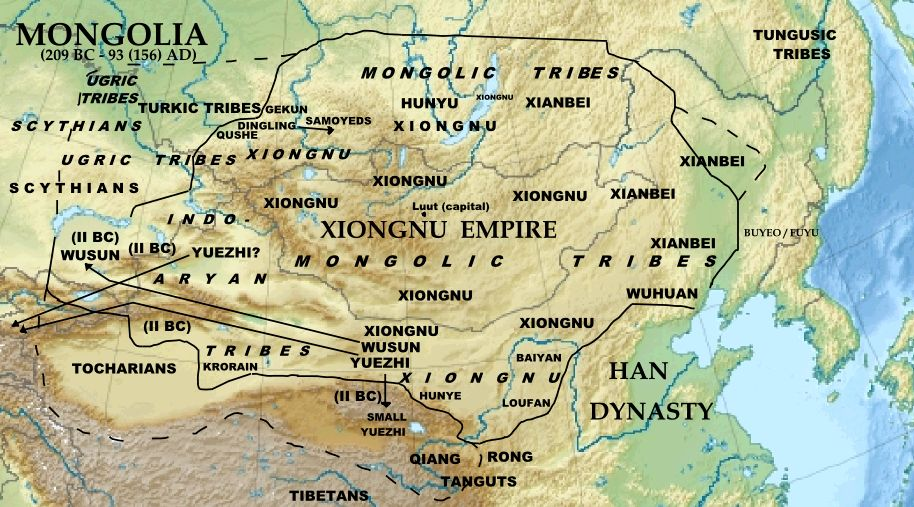
Империя Хунну

Империя Хунну просуществовала с 209 года до н. э. по II век н. э. Потомками хунну был основан ряд государств: Юэбань (160—490; племя Юэбань), Северная Хань (304—318; династия Лю), Ранняя Чжао (318—329; династия Лю), Поздняя Чжао (319—351; династия Ши из племени цзе), Северная Лян (397—439; 442—460; династия Цзюйцюй), Ся (407—431; династия Хэлянь). От хуннов, поселившихся в долинах Тарбагатая, ведут своё происхождения племена алты чуб: чуюе, чуми, чумугунь, чубань, шато. Шато стали основателями трёх последовательных династий: Поздняя Тан (923—936; династия Ли), Поздняя Цзинь (936—947; династия Ши), Поздняя Хань (947—950; династия Лю). Потомками северных хуннов также являются племена дулу.
Потомками хунну — гуннами, вторгшимися в Европу в 370-х годах, была создана империя гуннов, просуществовавшая до второй половины V века. Страну Гунналанд, известную по древним скандинавским сагам, принято отождествлять с гуннами. В дальнейшем последние осколки гуннов основали Кавказскую Гуннию. К числу потомков кавказских хуннов (гуннов) относят гуенов. Азиатские гунны (иранские гунны) были известны как алхоны, хиониты, кидариты и эфталиты (белые гунны). С эфталитами отождествляются кушаны, основавшие Кушанское царство, которые в хронике «Белая история» упоминаются как кушанские монголы. Кушаны, как считают, представляли собой одно из племён юэчжи, которых Клод Де Висделу считал отраслью восточных монголов, кочевавших в Нью-лане (Нурхане).

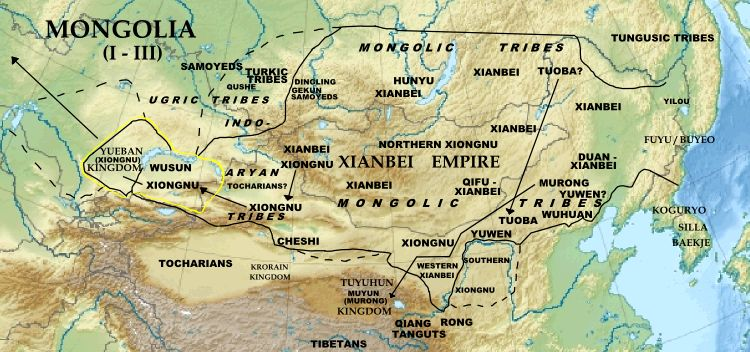
Империя Сяньби

Империю Хунну сменили потомки дунху — сяньби. Племена сяньби, хунну, цзе, ди, цяны объединялись в китайских источниках под общим именем ху. Самые ранние упоминания о дунху относятся к VII веку до н. э., периоду царствования цзиньского правителя Вэнь-гуна. Из протомонгольского союза Дунху выделились ухуань, сяньби, татабы (кумоси). Империя Сяньби просуществовала с 93 г. по 234 г. В дальнейшем из сяньби выделились жужани, основавшие Жужаньский каганат (330—555). Потомками жужаней — аварами, откочевавшими в Центральную Европу, был создан Аварский каганат (562—823). Как считает большинство венгерских учёных, потомками аваров являются современные секеи. Ухуани признаются возможными предками уаров и эфталитов.

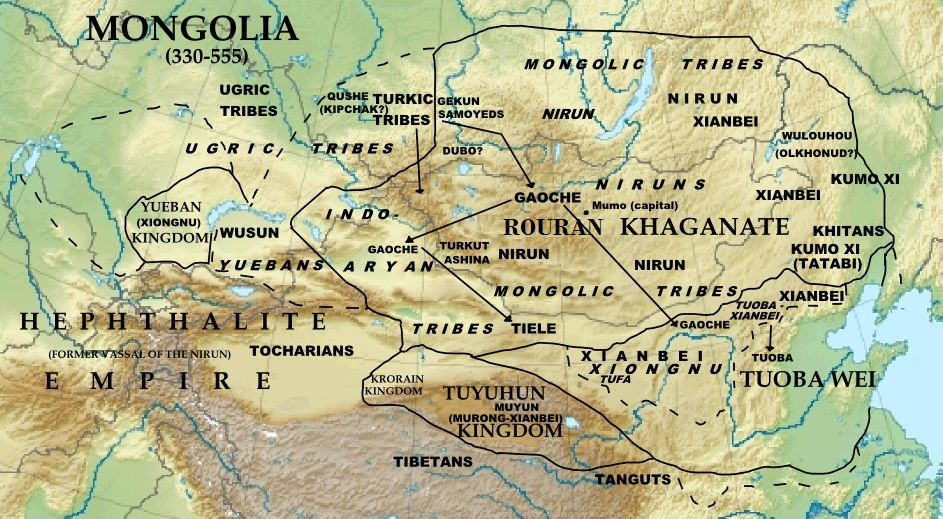
Жужаньский каганат (Нирун улс)

Потомками сяньби основан ряд государств: Дуань (250—338; племя Дуань), Юйвэнь (конец III в. — 345), Тогон (284—670; племя Тогон), Западная Цинь (385—431; династия Цифу), Южная Лян (397—414; династия Туфа). Мужунами основаны Ранняя Янь (337—370), Западная Янь (384—394), Поздняя Янь (384—409), Южная Янь (398—410).
Другое ответвление сяньби, тоба (табгачи), основало Дай (310—376), а затем империю Северная Вэй (386—535). Северная Вэй в дальнейшем распалась на Восточную Вэй (534—550) и Западную Вэй (535—556). Восточную Вэй сменило государство Северная Ци (550—577), Западную Вэй — Северная Чжоу (557—581). Выходец из Северной Чжоу, Ян Цзянь, основал династию Суй (581—618). В дальнейшем Ли Юань, сын Ли Биня, тобасского генерала династии Северная Чжоу, основал династию Тан (618—907). Династия Тан достигла наибольшего рассвета при Ли Шимине.
Потомки древних жунов ди основали Чоучи (II—VI вв.; династия Ян), Чэн-Хань (303—347; династия Ли), Раннюю Цинь (351—394; династия Фу), Позднюю Лян (386—403; династия Люй). В отношении как древних жун-ди, так и самих ди А. С. Шабалов придерживается мнения, что данные народы были монголоязычны. Потомками ди являются современные байма, проживающие в провинциях Ганьсу и Сычуань. От жунов и цюань-жунов происходят современные цяны и цзяжуны, ныне проживающие преимущественно в провинции Сычуань. Древние цяны были основателями государства Поздняя Цинь (384—417; династия Яо).
К потомкам сяньби Л. Н. Гумилёв относил также род ашина и тюркютов (тугю), правивших в Тюркских каганатах (вкл. Восточно-тюркский каганат, Западно-тюркский каганат, Второй тюркский каганат). По Л. Н. Гумилёву, представители рода ашина правили хазарами («тартар-монголами») в Хазарском каганате. Потомками ашина и тюркютов, как полагают исследователи, были основатели династии Дуло, правившей в Великой Болгарии и Первом Болгарском царстве. К ашина также возводят происхождение династии Асеней, правившей во Втором Болгарском царстве. Вместе с ашина другим знатнейшим родовым объединением тюркютов были ашидэ.
Потомками одной из ветвей тюркютов стали карлуки, основавшие Карлукский каганат. От одной из ветвей карлуков происходят таджикские карлуки. По одной из версий, потомками карлуков являются караханиды, основавшие Караханидское государство. Согласно другим версиям, они были потомками уйгуров (ойхоров) либо рода ашина.
Согласно Н. Я. Бичурину, древние уйгуры (ойхоры), сеяньто и их предшественники чи-ди, динлины (дили) и гаогюй имели монгольское происхождение. По его мнению, гаогюй — потомки чи-ди: вначале они прозывались дили; позже прозваны гаогюйскими динлинами и ойхорами. А. С. Шабалов полагает, что племена чи-ди, дили, гаогюй и хойху (ойхор) первоначально говорили на разновидности монгольского языка.
Динлины создали царство Ранняя Вэй в Хэнани. Древние уйгуры стали основателями Уйгурского каганата, сеяньто — Сеяньтосского каганата. Енисейские кыргызы основали Кыргызский каганат. По мнению Н. Я. Бичурина, древние кыргызы (хягасы, хагасы) имели монгольское или смешанное тюрко-монгольское происхождение. Правители древних кыргызов были выходцами из рода Ажэ. Основавшие Огузскую державу племена огузов также представляли собой смешение некоторых тюркских и древнемонгольских этнических групп. Басмылы, создавшие Басмыльский каганат, представляли собой билингвов, говоривших на особом (предположительно, монгольском) языке, хотя знающих также и тюркский.

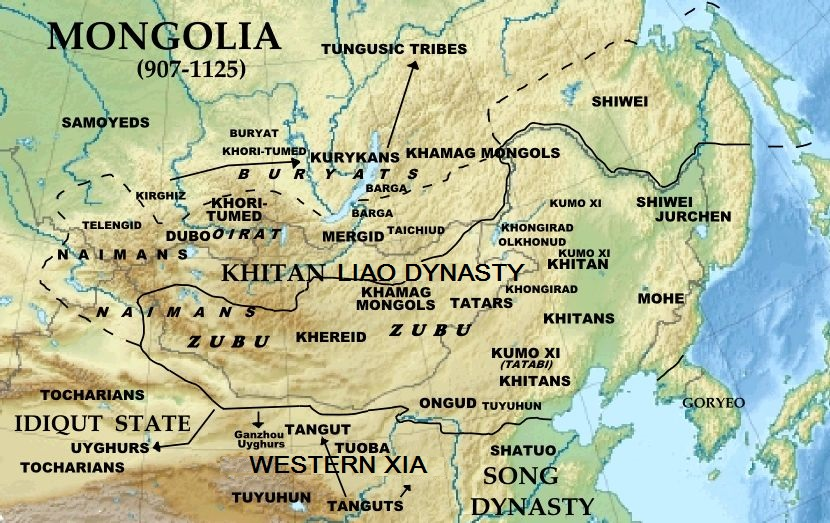
Расселение монгольских племён в X—XII веках

Одной из северных ветвей сяньби являлись шивэй, предки нирун-монголов и дарлекин-монголов. По соседству с шивэй проживали родственные им племена улохоу, дидоугань и доумолоу. Из шивэй выделились кидани и цзубу. Кидани создали по образцу Срединного государства свою империю Ляо (907—1125; династия Елюй). Ветвь киданей, каракитаи (кара-кидани), создала Каракитайское ханство (1130—1212). Киданями также были созданы государства: Дундань, Поздняя Ляо, Северная Ляо, Восточная Ляо.
От нирун-монгольского племени салджиут, по мнению Э. Блоше и Н. Асима, ведут своё происхождение сельджуки (сельджукиды), правившие в Сельджукской империи, Иракском, Сирийском, Хорасанском, Керманском и Конийском султанатах. К числу потомков дарлекин-монгольского племени баят исследователи относят такие племена и роды, как баят, баяндур (берендеи) и байлар. Племя баяндур впоследствии играло ведущую роль в составе племенной конфедерации Ак-Коюнлу. По одной из версий, из племени баяндур также происходила династия Караманидов.
К западу от шивэй проживали байырку, предки баргутов, и курыканы. В эпоху курыкан возникли две ключевые для бурятского этногенеза общности: булагаты и хори-туматы, в дальнейшем разделившиеся на хори и тумэт. С X века в Западное Прибайкалье начинают проникать значительные группы монголоязычного населения из Центральной Азии. Одной из таких групп была часть племени икирес (эхирит), распространённого в восточной части Монголии. Икиресы, проникнув в Прибайкалье в XI—XII веках сплотили вокруг себя территориальную верхоленскую группу населения.
Цзубу являлись потомками шивэй, находившимися на пути создания своего собственного государства. В состав племенного объединения цзубу входили кереиты, найманы, меркиты, джалаиры, татары, баргуты, хонгираты, ойраты, дансян (тангуты), онгуты, а также онон-керуленская группа «хамаг-монгол», объединявшая в себе племена нирун-монголов. Ряд исследователей полагает, что во главе цзубу стояли кумоси. После поражений от киданей часть союза цзубу, известные как кимаки или западные кумоси, откочевала на Запад (в район Алтая и Иртыша), где основала Кимакский каганат. С кумоси также отождествляется племя кай, откочевавшее совместно с кунами в западные степи. Куны (токсобичи), в свою очередь, отождествляются с татарами. Племя кай (кайи) в русских летописях было известно под именем ковуи. Из племени кайи впоследствии выделились османы (оттоманы), правившие в Османской империи.
Собственные ханства были основаны хамаг-монголами, меркитами, кереитами, найманами, татарами. Страна баргутов, хори-туматов, булагачинов, кэрэмучинов получила наименование Баргуджин-Токум. Население Баргуджин-Токума было известно под общим именем хойин-иргэн.
После падения киданьской империи Да Ляо в 30-х годах XII века ведущая роль в Центральной Азии перешла к другим монгольским племенам, которые остались фактически независимыми от империи Цзинь. Согласно Л. Н. Гумилёву, общекочевая кличка «цзубу» была в итоге сменена на гордое имя «монгол». Племена, составлявшие конфедерацию цзубу, в начале XIII века вошли в состав империи Чингисхана.
Впервые этноним монголов (мэн-гу, мэн-гу-ли, мэн-ва) встречается в исторических хрониках эпохи Тан (7—10 вв.). Предположительно, первоначальным местом расселения прамонгольских племён было междуречье рек Аргунь и Онон, откуда в VIII веке они перекочевали в Трёхречье (бассейн рек Онон, Керулен и Туул).:238
Иакинф Бичурин, известный востоковед XIX века, изучив древнюю китайскую хронику, писал, что этноним монгол появился в начале IX в. н. э., а история монгольских народов (протомонголов) начинается не позднее XXV в. до н. э. Также он писал, что древние монголы были известны китайцам на протяжений 20-столетий под разными названиями: хунну, ухуань, сяньби, жужаны, дулга, ойхор, сйэяньто, кидань.

### Хамаг Монгол
В XII веке сложилось государственное образование монголов Трёхречья — улус Хамаг Монгол («Все Монголы»). Первым правителем государства хамаг-монголов был Хабул-хан, который объединил, согласно «Сокровенному сказанию монголов», племена нирун-монголов («собственно монголов»), главенствующее положение среди которых занимали роды хиад-борджигинов и тайджиутов:238-239. Помимо этих монголов, существовали племена дарлекин-монголов («монголы вообще»), не входящие в объединение Хамаг Монгол и кочевавшие в областях, соседствующих с Трёхречьем.

### Монгольская империя

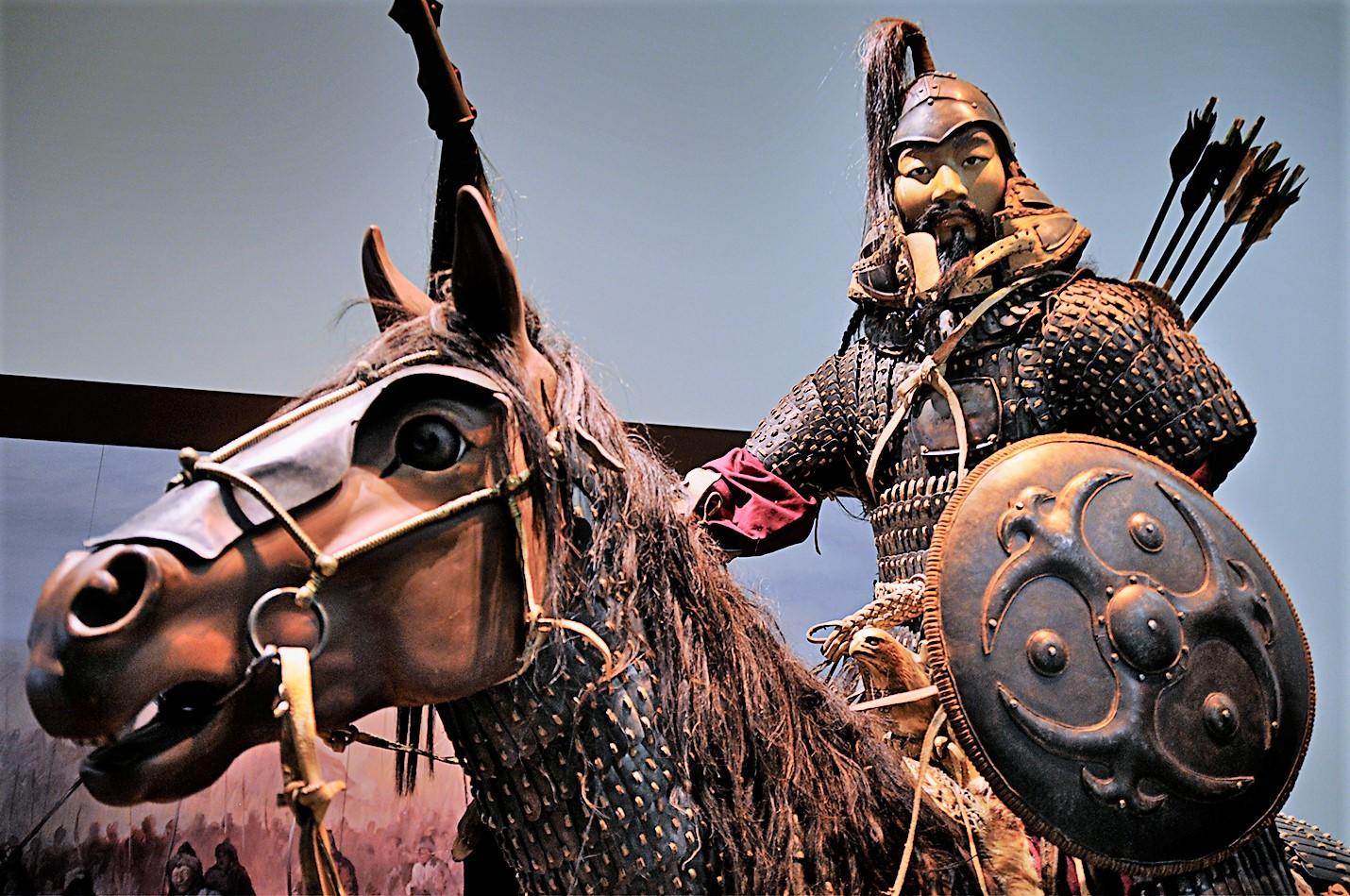
Реконструкция воина времён Монгольской империи

В XIII веке монголы под предводительством Чингис-хана и двух поколений его потомков создали самую значительную империю эпохи. При этом племенное разделение было отменено и уступило место делению по тумэнам и родам войск. В результате этнонимы тех монгольских племён, которые играли значительную роль в доимперскую эпоху (например, салджиут), сохранились на окраинах империи, и после распада государства в дополнение к ним появился ряд новых, на основании войсковой принадлежности (например, хэшигтэн, торгоут, хорчин, ар хорчин, баатуд). Значительная часть монголов относит себя к борджигинам — потомкам Чингис-хана и его родственников.
Коренные монголы, вошедшие в состав Монгольской империи, подразделялись на ветви нирун и дарлекин. Нирун-монголы включали в свой состав следующие племена: адаркин, артакан, арулат, баарин, барлас, борджигин, бугунут, будаат, бэлгунут, бэсут, гэнигэс, джадаран, джоуреид, джуркин, дуглат, дурбэн, килингут (вкл. килингут-тархан), кингият, кият, кунджин, мангут, нир-хойин, ноёхон, оронар, салджиут, сиджиут, сукан, суканут, сунит, тайджиут, уджиэт, урут, хабтурхас, хатагин, хонхотан, чаншиут, чонос, ясар и др. Группу дарлекин-монголов составляли такие племена как арулат, баят, бугунут, бэлгунут, горлос, джалаир, икирес, илдуркин, килингут (вкл. килингут-тархан), кингит (гэнигэс), кунджин, кунклиут, нохос, олхонут, сулдус, урянхай, уряут (оронар), ушин, харанут, хонгират, хонхотан, элджигин и др.
В состав империи Чингисхана вошли не только коренные монголы, но и все остальные монголоязычные племена региона: баргут, бекрин, булагачин, джунгуркин, каракитаи, кереит, курлаут, куштеми, кэм-кэмджиут, кэрэмучин, меркит, найман, ойрат, онгут, сакаит, тангут (потомки средневековых тангутов), татар, теленгут, тулас, уймакут, урасут, хойин-иргэн, хойин-урянка, хори-тумат (хори и тумат) и др.
Во второй половине XIII века начался распад империи на улусы, во главе которых стояли чингизиды. Крупнейшими осколками Великой Монголии стали империя Юань, улус Джучи (Золотая Орда), государство Хулагуидов и Чагатайский улус.
Главными племенами Улуса Чагатая были барласы, джалаиры, арулаты и каучины. Ещё одним племенем, сыгравшим значительную роль в истории Чагатайского улуса, были караунасы.

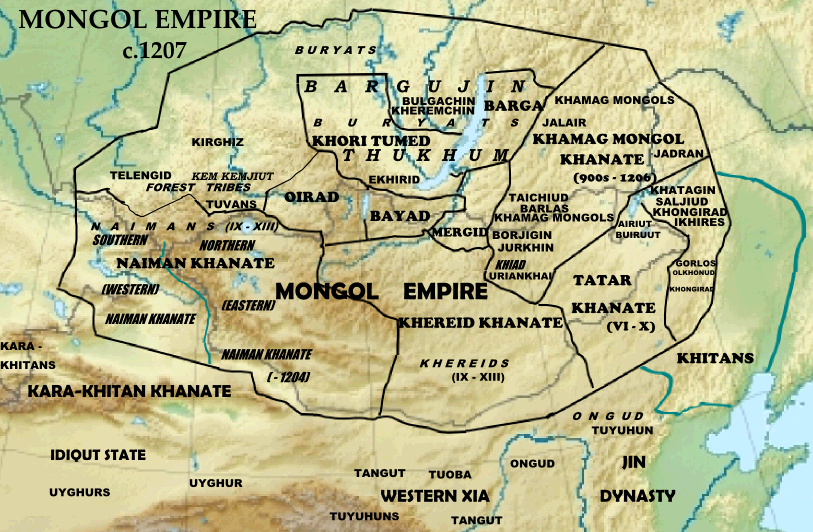
Монгольская империя 1207 г.
Расширение Монгольской империи с 1206 по 1294 гг.
Основные военные походы монгольской армии
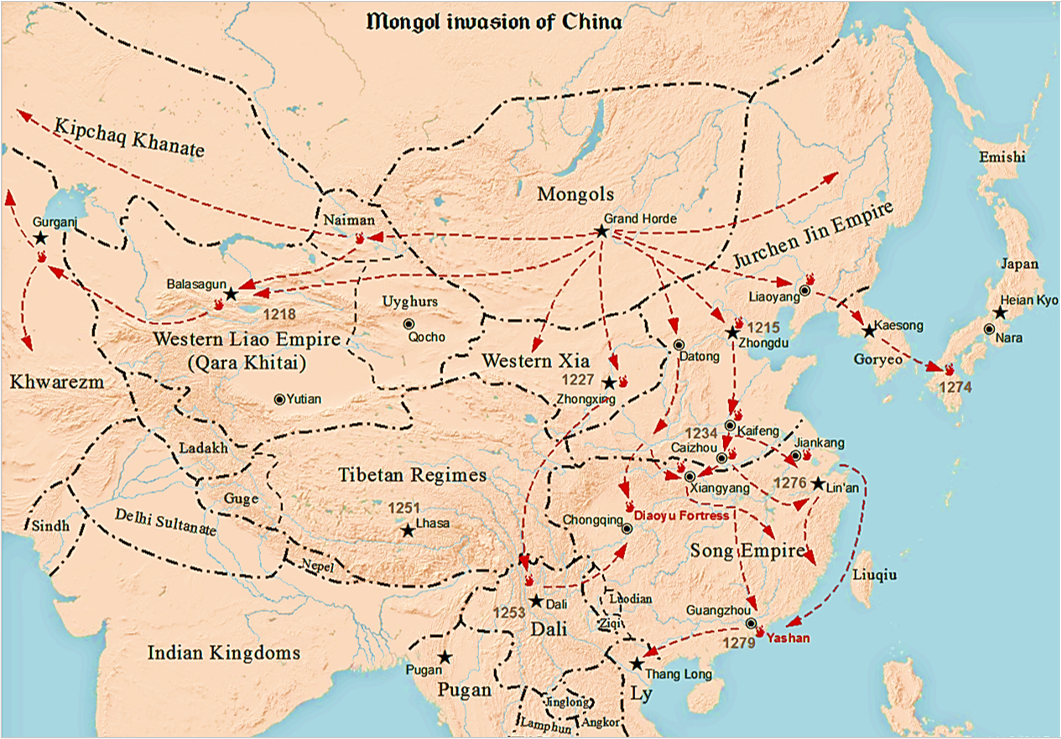
Вторжение монголов в Китай

### Империя Юань

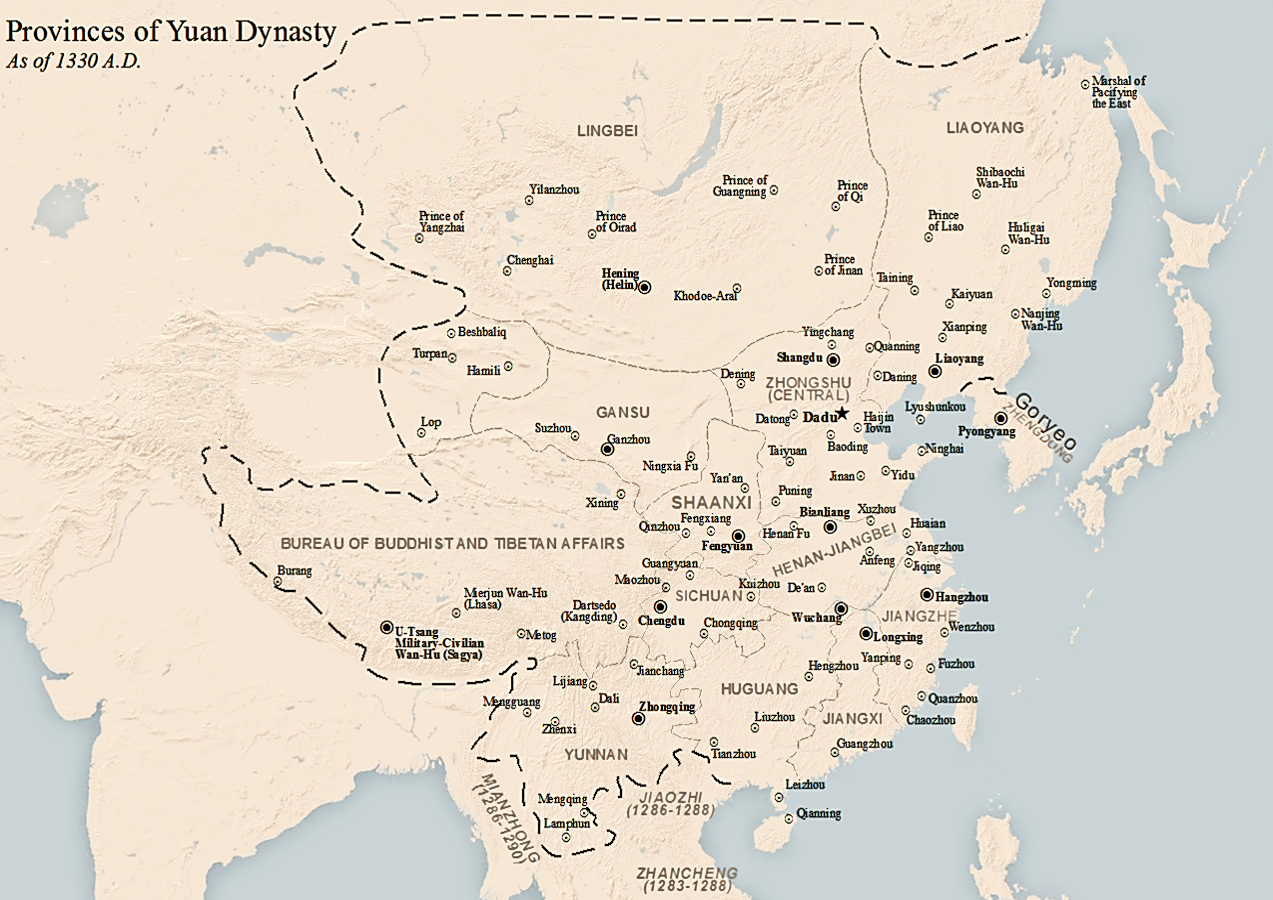
Провинции Империи Юань и соседний Чагатайский улус

В конце XIII века внук Чингис-хана Хубилай основал династию Юань со столицами в Пекине и Шанду. После победы над противниками в среде монгольской знати он подчинил себе большую часть территории современной Монголии.
Значительная часть монголов составила высший слой администрации и внутренние войска Китая, наряду с привлечёнными Хубилаем и его наследниками выходцами из других не-китайских народов. Благодаря этому появились такие группы населения, как монголы Юньнань в Южном Китае.
В 1368 году монголы, после междоусобных столкновений монгольской знати, были изгнаны из Китая на север войсками Чжу Юаньчжана, который, захватив Пекин, провозгласил династию Мин.

### Монголы в период Малых ханов

Северная Юань, Дурбэн-Ойрат и соседние государства.
Территория Монголии в 1636 г.

В XIV—XVII веках территорию Монголии делили между собой чингисиды и ойраты — западные монголы, постепенно создавшие сильное Джунгарское ханство.

### XVII—XIX века

Империя Цин в 1820 г.

В 1640 году состоялся последний общемонгольский съезд, на котором присутствовали и халха-монголы, и ойраты в том числе калмыки.
В 1670—1690-е годы ойратский лидер Галдан-Бошогту, первый в Джунгарии провозгласивший себя ханом, успешно подчинил себе ряд городов на Шёлковом Пути и совершал успешные походы на Центральную Монголию. Князья-чингисиды обратились за помощью к своим союзникам маньчжурам, которые предоставили таковую на условии принятия монголами подданства маньчжурского императора.
В XVII веке земли монгольских народов и сами народы подпали под различную степень зависимости от Китая и России. В империи Цин монголы Внутренней и Внешней Монголии обладали разными правами и потеряли возможность свободного общения, что вызвало сложение отдельных народностей.

### XX век

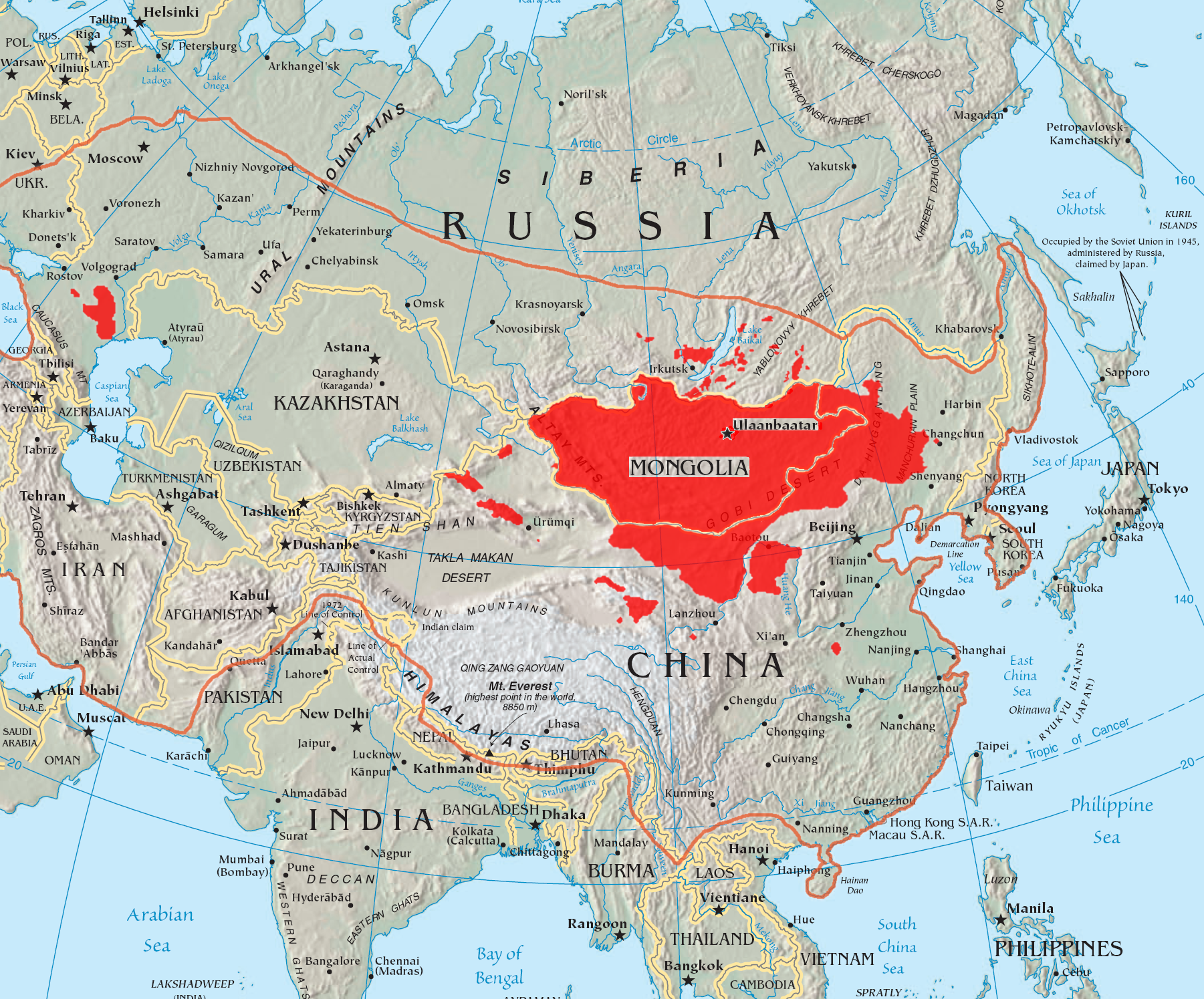
Границы Монгольской империи в XIII веке (оранжевый) и область расселения современных монголов (красный)

В 1911 году была провозглашена независимость Внешней Монголии от маньчжурской империи Цин, а после революций в России в составе РСФСР образованы автономные образования населяющих её монгольских народов — Бурят-Монгольская АССР (1923) и Калмыцкая АССР (1935). Для Внутренней Монголии была провозглашена автономия в Китайской Республике, затем (1936—1945) на части её территории при помощи японских милитаристов в ходе войны с Китаем было образовано государство Мэнцзян («монгольские пограничные земли») во главе с князем-борджигином Дэмчигдонровом, прекратившее своё существование после капитуляции Японии во Второй мировой войне. Значительная часть монгольской администрации Мэнцзяна бежала на Тайвань и отчасти в Монголию.

## Генетика
По данным исследования генетиков 2014 года наиболее распространёнными Y-хромосомными гаплогруппами у монголов являются: C — 56,7 %, O — 19,3 %, N — 11,9 %.
Согласно исследованию 2021 года, на первом месте у монголов Китая оказалась Y-хромосомная гаплогруппа O2 (49,14 %), за ней следовали C2 (22,86 %), O1 (12,00 %) и N1 (6,29 %). Y-хромосомные гаплогруппы D1, E, I, G, Q и R были скудно распределены в изученных монгольских популяциях. У монголов Китая митохондриальная гаплогруппа D оказалась на первом месте (27,07 %), за ней следовали митохондриальные гаплогруппы B (11,60 %), F (10,77 %), Z (8,01 %), G (7,73 %), C (6,91 %), A (6,08 %), N (5,25 %) и M7 (5,25 %). Другие митохондриальные гаплогруппы (HV, H, I, M8, M9, M10, M11, R, T, U, W и Y) были спорадически распространены у исследованных монголов Китая с частотами не более 1,66 %.

### Комментарии
1. 1 2  Первый хан улуса Хамаг Монгол („Все Монголы“) в долине рек Онон, Керулен и Туул в XII век], дед Чингисхана (Тэмужина).